# Mount Thor

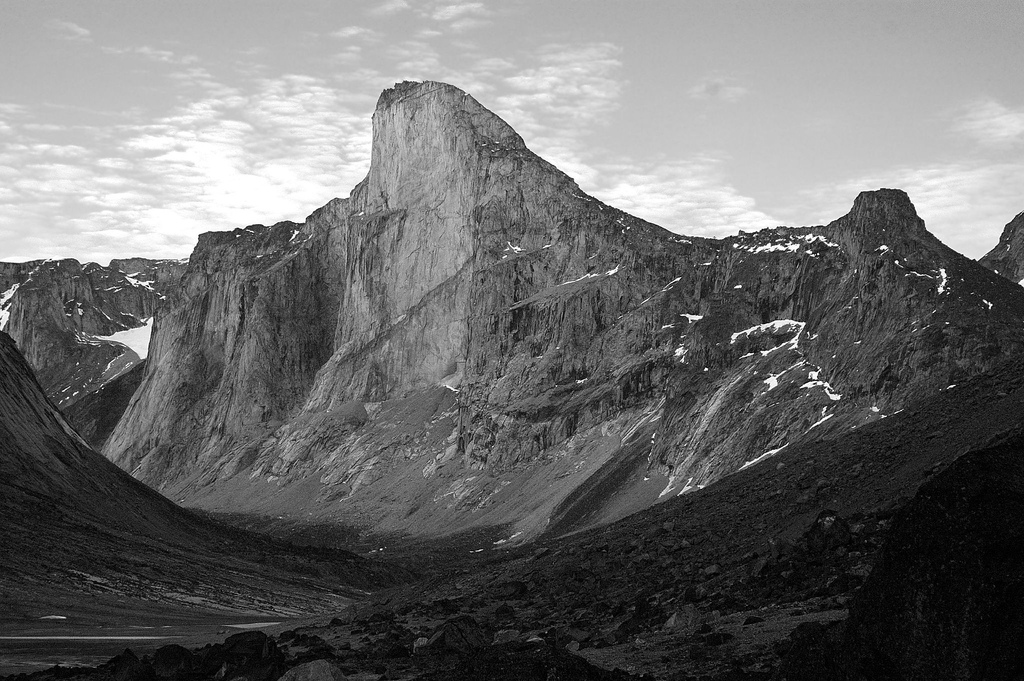
Mount Thor, med dess branta klippstup.

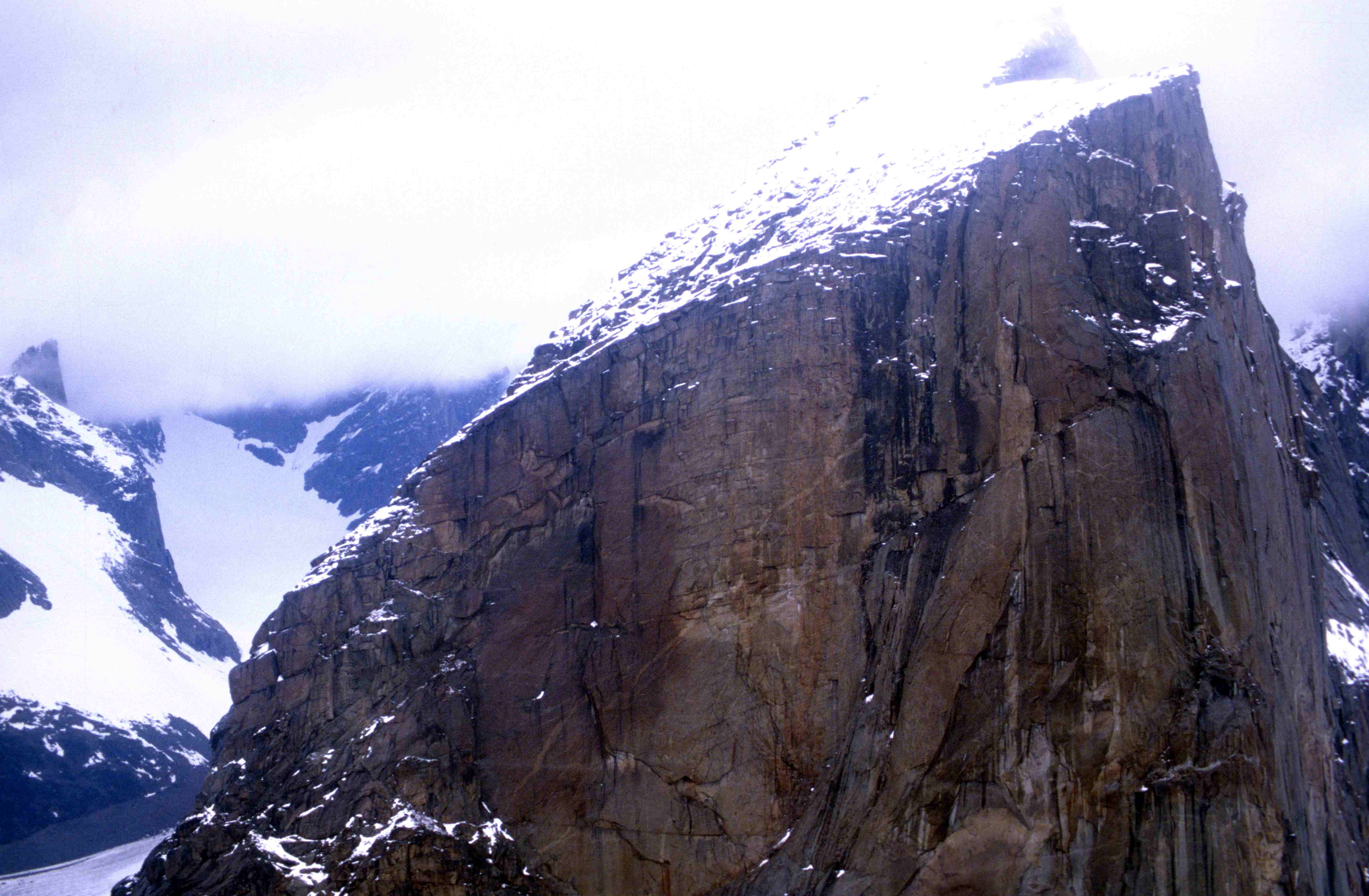
Mount Thor, 1997.

Mount Thor, officiellt känd som Thor Peak är ett berg med en höjd på 1.675 meter som ligger i Auyuittuqs nationalpark Auyuittuq National Park, på Baffinön i Nunavut, Kanada. Berget ligger 46 kilometer nordost om Pangnirtung och har jordens största helt fria fallhöjd på 1 250 meter, med en genomsnittlig vinkel på 105 grader. Detta rekord gör bergssidan populär bland klättrare, trots sin otillgänglighet.
Mount Thor är en del av Baffin Mountains, som i sin tur utgör en del av bergskedjan Arctic Cordillera. bergskedjan. Berget består av granit och är det mest kända av Kanadas berg som heter Thor.

## Klättring
Mount Thor bestegs första gången 1953 av en Arctic Institute of North America team. Medlemmarna i arbetsgruppen Hans Weber, J Röthlisberger och F. Schwarzenbach. Samma män klättrade, för första gången, uppför Mount Asgards nordspets.
Världsrekordet för längsta rappelering sattes på Mount Thor, den 23 juli 2006, av en amerikansk grupp bestående av: Chuck Constable, Dirk Siron, Ben Holley, Kenneth Waite, Gordon Rosser, Donny Opperman, Deldon Barfuss och Tim Hudson. En 26-årig kanadensisk nationalparksvakt, Philip Robinson, skulle också fira ned sig men fick problem med sin utrustning och dödades när han föll till basen av berget. Det hade varit ett tidigare försök under 2004, men de återvände utan att rappellera på grund av dåliga väderförhållanden. Camping är tillåten vid den officiella campingplatsen vid ingången till Akshayuk Valley nära Overlord Peak.